# Баржа смерти
«Ба́ржи сме́рти» — публицистическое наименование плавучих тюрем, использовавшихся в ходе Гражданской войны в России обеими основными противоборствующими сторонами для массового содержания пленных и задержанных. На борту также проводились казни, а в ряде случаев и массовые казни затоплением судна.

## История
Тюремные баржи существовали в Европе с XVIII века (а до этого заключенных зачастую отправляли на галеры). Особенно популярны они были в Великобритании, имевшей большой флот и множество заокеанских колоний, где тюрьмами зачастую служили корпуса списаных кораблей. Условия содержания в таких тюрьмах часто были весьма суровыми, в особенности когда речь шла о военнопленных до подписания многими европейскими государствами женевской конвенции об обращении с военнопленными.
Представитель в миссии Конвента Жан-Батист Каррье использовал баржи для массового уничтожения заключенных роялистов во время Великой Французской революции.

## Тюремные баржи у белых

### Ярославская «баржа смерти»
Во время Гражданской войны в России их применение было отмечено во время восстания в Ярославле в 1918 году. «Около 200 коммунистов и им сочувствующих были помещены на „баржу смерти“, поставленную посередине Волги, где их морили голодом». При попытке пленников покинуть баржу в них стреляли, но на 13-й день им удалось сняться с якоря и вывести баржу в расположение войск РККА (к этому времени из 200 арестованных в живых на борту осталось 109 человек).
Однако почти все эти сведения, содержащиеся в советских изданиях, не документированы. Имеющийся документ — список заключённых — содержит 82 фамилии, а намеренно голодом узников никто не морил, однако для снабжения их продовольствием под обстрелом нужно было сильно постараться. При этом российский историк В. Ж. Цветков утверждал, что советская версия о тюрьме восставших как о заведении, где заключенных целеустремленно истребляли (заключённые действительно не были обеспечены продовольствием) — это во многом преувеличение и идеологизированный миф. Город был окружён и 16 дней обстреливался красной артиллерией. К Ярославлю применялась тактика выжженной земли, использовались бронепоезда, и впервые в Гражданской войне в России был зафиксирован случай применения бомбардировочной авиации — на город было сброшено 16 пудов бомб. Баржа на середине Волги была выбрана белыми как безопасное место, в неё и посадили 82 арестованных советских работников. Позже, когда красные вышли к берегу, Волга стала линией фронта. Достоверно известно, что глава белых, узнав, что на баржу в течение нескольких суток не доставляется продовольствие, дал поручение офицеру-добровольцу доставить хлеб арестованным, пусть и с риском для жизни. Однако под огнём красных лодка была потоплена, а офицер тяжело ранен. На барже начался голод и возникли нечеловеческие условия содержания. В итоге под огнём якорный канат оборвался, и баржу снесло вниз по течению

### Другие случаи
Впоследствии, ввиду недостатка тюремных помещений, баржи-тюрьмы применялись силами КОМУЧа (каппелевцами) в Сарапуле, Воткинске и позднее в Ижевске. По имеющимся данным, каппелевцы собирались сжечь баржи вместе с находившимися там пленниками. 16—17 октября 1918 года узников одной из таких плавучих тюрем, поставленной на якорь у пристани села Гольяны (недалеко от города Сарапул), освободили краснофлотцы Камской красной военной флотилии под командованием Ф. Ф. Раскольникова. С помощью миноносца «Прыткий» с пулемётно-пушечным вооружением они 16 октября обманным образом (замаскировавшись под белочехов, прибывших якобы для «эвакуации») отбуксировали баржу с акватории, контролируемой КОМУЧем, а 17 октября в краснофлотских бушлатах взяли баржу на абордаж, взойдя на борт разоружили и арестовали охрану с оставшимися на борту членами тюремной администрации, и освободили заключённых. К этому моменту из 600 политзаключённых в живых оставалось 432 человека.
Есть также сведения о применении барж в качестве транспортных средств для перемещения заключённых Российским правительством А. В. Колчака: 7 сентября 1919 года четыре баржи с арестованными («Волхов», «Белая», «Вера» и «№ 4») прибыли в Томск из Тюмени и Тобольска. Находившиеся на их борту пленные красноармейцы и гражданские лица совершили это речное плавание в ужасающих условиях, без оказания медицинской помощи (по свидетельству местного врача, смертность достигала 118—160 чел. в сутки). К моменту ухода из города белогвардейцев из нескольких тысяч узников в живых осталось только 83 человека. В Красноводске Закаспийской области современного Туркменистана также применялась баржа для заключения пленных и арестованных, однако там заключенным удалось совершить массовый побег.

## Тюремные баржи у красных

### Крым
При установлении советской власти в приморских городах Крыма в январе — феврале 1918 года революционные моряки Черноморского флота широко использовали транспортные суда и военные корабли как места заключения арестованных «контрреволюционеров» и «буржуев». Казни задержанных производили на борту этих же плавучих тюрем.
14 (27) января 1918 года на транспортном судне «Трувор», гидрокрейсере «Румыния», буксирах «Геркулес» и «Данай» на рейд Евпатории из Севастополя прибыл отряд революционных матросов и красногвардейцев числом до полутора тысяч. Город в течение примерно сорока минут обстреливался из орудий гидрокрейсера, затем на берег был высажен десант примерно в тысячу бойцов. Город перешёл под контроль севастопольского отряда и местных большевиков. Арестованных отводили на причал в здание Русского общества пароходства и торговли, откуда после краткого опроса свозили на транспорт «Трувор». Несмотря на протесты части севастопольского руководства (Ю. П. Гавен, Н. А. Пожаров), по требованию Ж. А. Миллера, а также евпаторийских революционных активистов Н. М. Дёмышева, Кебабьянца (в других источниках Х. Г. Кебабчианца), членов семьи Немич, террор в Евпатории принял крайние и совершенно дикие формы. Первыми погибли все захваченные члены офицерской дружины, числом в 46 человек. Они со связанными руками были выстроены вдоль борта транспорта «Трувор», и один из матросов, проходя мимо строя офицеров, ногой сбрасывал их в зимнее Чёрное море. Эта расправа была видна с берега, на котором собрались семьи казнимых, которые наблюдали эту сцену — «всё плакало, кричало, молилось, но матросы только смеялись».

Была сформирована «судебная комиссия», в которую вошли члены семьи Немич (сёстры Антонина, Варвара, Юлия, муж Юлии и сожитель Антонины). Она заседала на борту транспорта «Трувор», рассматривая дела арестованных и решая их судьбы. Председательствовавший на заседаниях комиссии командир «Румынии», матрос Федосеенко, любил повторять: «Все с чина подпоручика до полковника — будут уничтожены». Всего за три дня 15—17 января 1918 года (старого стиля) было арестовано около восьмисот человек, из них казнено и утоплено до трёхсот. Вот как со слов очевидца казни на «Труворе» описал историк С. П. Мельгунов:
перед казнью, по распоряжению судебной комиссии, к открытому люку подходили матросы и по фамилии вызывали на палубу жертву. Вызванного под конвоем проводили через всю палубу мимо целого ряда вооружённых красногвардейцев и вели на так называемое «лобное место» (место казни). Тут жертву окружали со всех сторон вооружённые матросы, снимали с жертвы верхнее платье, связывали верёвками руки и ноги и в одном нижнем белье укладывали на палубу, а затем отрезали уши, нос, губы, половой член, а иногда и руки и в таком виде жертву бросали в воду. После этого палубу смывали водой и таким образом удаляли следы крови. Казни продолжались целую ночь, и на каждую казнь уходило 15-20 минут. Во время казни с палубы в трюм доносились неистовые крики и для того, чтобы их заглушить транспорт «Трувор» пускал в ход машины и как бы уходил от берегов Евпатории в море.
По показаниям выживших свидетелей, данных следствию, проводимому Крымским правительством М. А. Сулькевича летом 1918 года, изощрённым садизмом отличался так и не установленный «севастопольский рыбак Павка», который кинжалом отрезал у жертв перечисленные выше части тела.

### Царицын
При обороне Царицына И. В. Сталин отдал указание арестовать военспецов, которых он подозревал в измене, и разместить их на плавучей барже, где многие из них были казнены

Генерал А. И. Деникин писал: 
Различны были способы мучений и истребления русских людей, но неизменной оставалась система террора, проповедуемая открыто с торжествующей наглостью. На Кавказе чекисты рубили людей тупыми шашками над вырытой приговоренными к смерти могилою; в Царицыне удушали в темном, смрадном трюме баржи, где обычно до 800 человек по несколько месяцев жили, спали, ели и тут же... испражнялись...
Впоследствии, в октябре 1918 г., на баржах содержалась разоруженная Вольская дивизия, поднявшая бунт против отправки на фронт.

### Уфа
Летом 1918 года вблизи Сарапула на Каме стояла баржа, служившая тюрьмой для уфимских заложников, вывезенных красными при паническом бегстве их в июне 1918 года из Уфы по Белой. Тогда ими было вывезено из города 102 человека — 68 пленных чехов и 34 заложника. Среди последних были уфимские общественные деятели: общественный деятель и депутат Колесов (Кипесов), издатель «Уфимской жизни», член кадетской партии, земец Толстой; находившийся в ссылке в Уфе, как венгерский подданный; общественный деятель, преподаватель и редактор газеты «Уфимский вестник» с Толстым — Александр Фёдорович Ница, московский журналист Макс Редер, несколько врачей, журналистов и коммерсантов.
Журналист А. Гутман (Ган) позднее утверждал, что все они были в конце июля 1918 года ночью зверским образом убиты и брошены в воду. Он ссылался на газету, в которой одним из случайно спасшихся обитателей баржи была подробно описана ужасная смерть несчастных заложников, которых чекисты убивали по очереди топорами, ружьями и молотками и сбрасывали в воду. Экзекуция продолжалась всю ночь. Трупы замученных были брошены в Каму. По свидетельству одного из заключённых, после прихода в Сарапул на баржу пришли местные матросы, охранявшие проход по Каме, самовольно отобрали 10 человек и убили девятерых из них, утопив трупы в реке. Десятая жертва — чешский офицер — сумел спастись. Очевидец указывал, что этот случай стал предметом рассмотрения местной ЧК, но заключённые на барже, опасаясь мести матросов, не дали никаких показаний. Другие казни за время перевозки и заключения в Сарапуле в воспоминаниях данного автора не упоминаются.

### Кронштадт
Владимир Войтинский в своей статьe, служащей предисловием к книгe «12 смертников» (суд над социалистами-революционерами в Москвe), сообщал: «В 1921 году большевики отправили на баржe 600 заключенных из различных Петроградских тюрем в Кронштадт; на глубоком местe между Петроградом и Кронштадтом, баржа была пущена ко дну: всe арестанты потонули, кромe одного, успевшего вплавь достичь Финляндскаго берега…».
По имеющимся сведениям, русский военный моряк, генерал-майор флотского экипажа Георгий Николаевич Мазуров вместе со своим братом Николаем Николаевичем погиб во время Красного террора, потопленный на барже с заложниками в Финском заливе.

### Архангельск
Эсеровская газета «Воля России» сообщала, что: «В Архангельскe Кедров, собрав 1200 офицеров, сажает их на баржу вблизи Холмогор и затем по ним открывается огонь из пулемётов — „до 600 было перебито!“».

## Казни
В художественной и публицистической литературе XX века имеется несколько упоминаний о том, как «баржи смерти» использовались и белыми, и красными войсками в качестве орудия массовой казни содержавшихся на них узников, однако эти факты документально не подтверждаются.
Владимир Войтинский в своей статьe, служащей предисловием к книгe «12 смертников» (суд над социалистами-революционерами в Москвe), сообщал: «В 1921 году большевики отправили на баржe 600 заключенных из различных Петроградских тюрем в Кронштадт; на глубоком местe между Петроградом и Кронштадтом, баржа была пущена ко дну: всe арестанты потонули, кромe одного, успевшего вплавь достичь Финляндскаго берега…». Есть некоторые, хотя и скупые сведения о «барже смерти», использованной колчаковцами на Каме. Отступая из Перми, они её подожгли и отправили по реке.
«Белогвардейцы очень обижают население, особенно матерей красноармейцев хлестали розгами, а жён и детей рабочих нагрузили две баржи, отправили вглубь и сожгли, когда стали отступать. Жители были очень рады, что пришли их спасители красные» (Нижний Новгород, 2 июля 1919 г.)
Также известно утверждение известного маршала В. И. Чуйкова, который воевал в 28-й дивизии:
Некоторое время спустя к поселку Усть-Сарапулка течением прибило к берегу горящую баржу. Это был белогвардейский «плавучий крематорий». В нем в запертых трюмах находились сотни борцов за Советскую власть. Днем 3 июня по Каме вниз по течению проплыло два плота с виселицами. На первом плоту было четыре, на втором — пять повешенных…
Многими историками считается, что с практической точки зрения обыкновенная баржа не предназначена для легкого затопления. Однако сторонники теории об использовании барж самих по себе как орудия массового уничтожения заключённых на ней лиц зачастую утверждают, что землевозные шаланды с раскрывающимися днищами вполне подходят под такое определение, если они вместо земли топят людей. Хотя, с учётом отсутствия в указанных шаландах крыши, использование данных барж в качестве места содержания заключенных и, в дальнейшем, инструмента казни, представляется сомнительным. Деникин описывал баржу смерти как истребительный лагерь, где людей «удушают» их собственным смрадом. Разница между этими описаниями сводится лишь к механике использования барж как тюремного заведения, где (возможно) проводятся смертные казни. В случае с шаландами её задача может состоять в перевозке тел казнённых дальше от берега. Вполне возможно, что не все расстрелянные лица, перевозимые шаландой к месту утопления, были мертвы, некоторые могли быть тяжело ранены и не в состоянии плавать. В таком случае людей хоронили заживо, и судно действительно превращалось в настоящую баржу смерти, то есть механический инструмент умерщвления.
Образ «баржи смерти» как организационного и механического инструмента смерти имеет ярко выраженный характер, однако использование механических приспособлений для массовых казней имело место в человеческой истории и ранее.

## Великая Отечественная война
Известен случай применения «баржи смерти» нацистами во время Великой Отечественной войны для геноцида в отношении жителей захваченных территорий (в данном случае — евреев)

18 ноября 1941 года газета «Правда» опубликовала сообщение о том, что 
в городе Ельске фашисты посадили на баржу и вывезли на середину реки Припять 500 местных жителей. Пять дней заключённым не давали пищи. Затем немецкие солдаты затопили баржу вместе с людьми.
По некоторым данным, потопления судов с заключёнными производилось комендатурой концлагеря Заксенхаузен.
Из протокола допроса второго лагерного начальника концентрационного лагеря Заксенхаузен Августа Хена:
...Хён. Я сам слышал от коменданта лагеря Нейменгамме Паули, что два больших судна с заключёнными из этого лагеря были потоплены в море.
Прокурор. Следовательно, уже существовал этот метод истребления путём потопления заключенных в море?
Хён. Так точно, такой метод существовал.
Прокурор. И если это преступное намерение в отношение заключенных Саксенхаузена не было осуществлено, то произошло это помимо воли лагерного руководства?

Хён. Так точно. Оставшиеся 45000 заключенных нашего лагеря не были утоплены не потому, что этого не хотело лагерное руководство, а потому, что быстрое продвижение вперед Красной армии помешало нам это сделать.
Существуют также неподтвержденные слухи об использовании органами НКВД «баржи смерти» для уничтожения крымскотатарского населения Арабатской стрелки, не затронутого депортацией в мае-июне 1944 года.
Согласно статье Кямала Али, в годы сталинско-бериевского террора бывали случаи, когда баржи с заключёнными затапливали возле острова Наргин в бакинском заливе.